# Иванов, Василий Александрович (депутат)
Василий Александрович Иванов — советский хозяйственный, государственный и политический деятель.

## Биография
Родился 3 апреля 1910 года. Член ВКП(б) с 1945 года.

### Послужной список
- 1932—1946 — технолог, старший технолог, руководитель проектной группы, начальник цеха автомобильного завода (Москва)
- 1946—1954 — директор Ирбитского завода автомобильных прицепов(Свердловская область), директор Ирбитского мотоциклетного завода (Свердловская область)
- 1954—1956 — директор завода «Красный Аксай» (Ростов-на-Дону)
- 1956—1961 — директор завода «Ростсельмаш»
- 1961—1962 — Председатель Совнархоза Ростовского экономического административного района
- 1962—1965 — Председатель Совнархоза Северо-Кавказского экономического района
- 1965—1978 — генеральный директор ПО «Ростсельмаш»

Избирался депутатом Верховного Совета СССР 6-го созыва, Верховного Совета РСФСР 5-го и 9-го созывов.